# Era da Inflação
Em cosmologia física, a era Inflacionária (ou simplesmente a era da Inflação, também chamada de época da Inflação ou ainda período da Inflação) foi o período na evolução do início do Universo, quando, de acordo com a teoria da inflação, o universo passou por uma exponencial extremamente rápida expansão. Este rápido aumento da expansão das dimensões lineares do início do universo por um factor de pelo menos 1026 (e possivelmente um factor muito maior), e assim o seu volume aumentado por um factor de pelo menos 1078.
A expansão é pensado para ter sido desencadeada pela transição de fase que marcou o final do precedente era da grande unificação em aproximadamente 10−36 segundos após o Big Bang. Um dos produtos teóricos desta transição de fase foi um campo escalar chamado o campo ínflaton. Como este campo se estabeleceram em seu estado de energia mais baixo em todo o universo, é gerada uma força repulsiva que levou a uma rápida expansão do espaço. Esta expansão explica várias propriedades do universo atual que são difíceis de explicar sem uma época tão inflacionária.
Não se sabe exatamente quando a época terminou inflacionária, mas acredita-se ter sido entre 10−33 and 10−32 segundos após o Big Bang. A rápida expansão do espaço fez com que as partículas elementares que restaram da época grandiosa unificação foram agora distribuídos muito fina em todo o universo. No entanto, o enorme potencial energético do campo a inflação foi lançado no final da época inflacionária, repovoar o universo com um denso, mistura quente de quarks, anti-quarks e glúons como ele entrou na era eletrofraca.
Em 17 de março de 2014, os astrofísicos do BICEP2 colaboração anunciou a detecção de inflacionários de ondas gravitacionais no modo B no espectro de potência, fornecendo a primeira evidência experimental clara para a inflação cosmológica e o Big Bang. No entanto, em 19 de junho de 2014, reduzido a confiança em confirmar as inflação cósmica descobertas foi relatado.